# Sint-Annakerk (Molenschot)
Sint-Annakerk is een neogotische kruiskerk uit 1887 gelegen aan de Kapelstraat 1 in Noord-Brabantse Molenschot.

## Geschiedenis
De kerk is in 1887 ontworpen door J.J. van Langelaar. Opmerkelijk is dat deze kerk, in tegenstelling tot andere kerken, niet op het oosten, maar op het zuiden,  is georiënteerd. De vierkante toren bevat de ingang en is gericht op de weg. In 1879 werd Molenschot een zelfstandige parochie, voor die tijd was het een rectoraat. De kerk werd tijdens de Tweede Wereldoorlog beschadigd en daarna hersteld, doch met verlaagde torenspits. In 1953-1958 werd de kerk door de aanbouw van zijbeuken uitgebreid tot een pseudobasiliek. De kerk bezit eind-19e-eeuwse glas-in-loodramen die episoden uit het leven van de Heilige Anna voorstellen. 
Sinds 2003 is de kerk als rijksmonument ingeschreven in het monumentenregister. De kerk werd in 2010 gerestaureerd.
Voor de kerk staat een Heilig Hartbeeld uit 1929. De kerk staat tegenover de Sint-Annakapel.

## Foto's

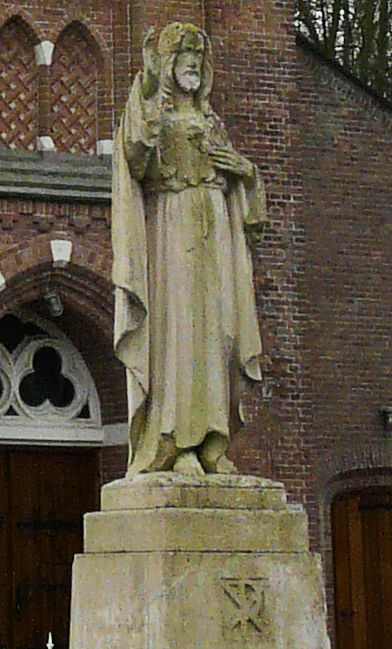
Heilig Hartbeeld voor de kerk
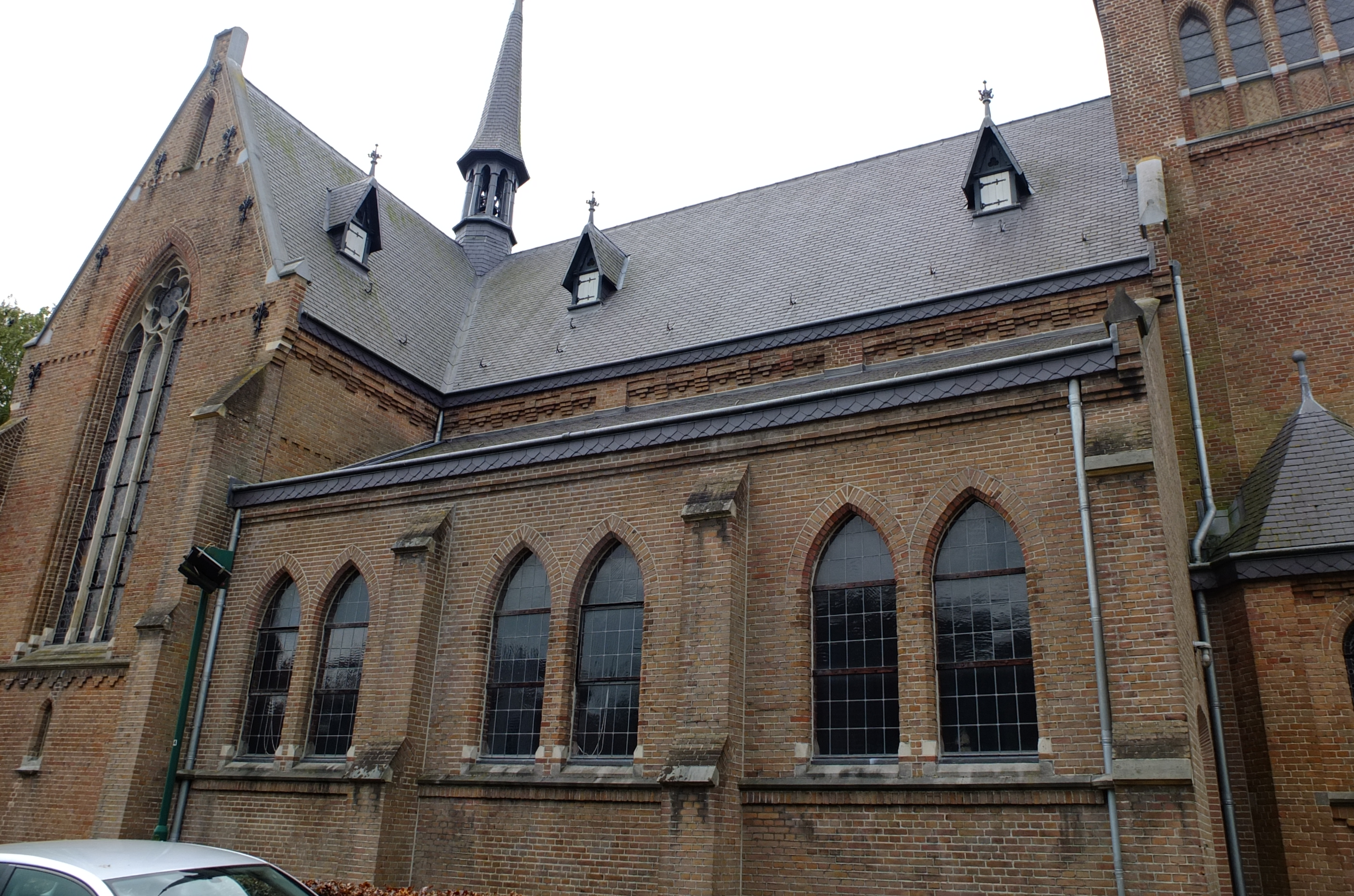
Zijkant